# Paclobutrazol
El paclobutrazol (PBZ) es un triazol que retarda el crecimiento vegetal debido a que interfiere, bloqueándola, en la síntesis de giberelinas, aunque afecta también a otras hormonas: por ejemplo, reduce el nivel de ácido abscísico, etileno y ácido indolacético, y aumenta el de citoquininas. Se emplea en la conservación de frutos, como inductor de florecimiento en varias especies (Cárdenas y Rojas, 2003) y como inhibidor del desarrollo vegetal. Además, existen referencias de que actúa como un agente protector frente al estrés abiótico.
Debido a la compleja interacción de las diversas hormonas y moduladores vegetales, una misma sustancia puede provocar muchas respuestas distintas dependiendo de la planta que la recibe, a distintos niveles: bioquímico, fisiológico o morfológico. No obstante, se clasifica al paclobutrazol como un retardador del crecimiento, y, más específicamente, como un inhibidor de la biosíntesis de giberelinas.
En Costa Rica se emplea en el cultivo de Mango (Manguifera indica), para producir dos cosechas al año, en árboles mayores a 5 años, la aplicación se realiza al suelo cuando el cultivo esta en pleno desarrollo vegetativo, y se aplica Metalosato de Calcio para aumentar la calidad de la pared celular, y así no producir debilitamiento de la planta.

## Sinónimos
El paclobutrazol posee también los nombres de  austar, pestanal, bonsai y cultar. Químicamente, es un [(±)-(R',R')-beta-[(4-clorofenil)metil]-alfa-(1,1-dimetiletil)-1H-1,2,4- triazol-1- etanol, o bien un (RS,3RS)-1-(4-clorofenil)-4,4-dimetil-2-(1H-1,2,4-triazol-1-il) pentan-3-ol.

## Características químicas
Se trata de un sólido de aspecto blanquecino soluble en agua.